# Jason Knutzon
Jason Knutzon (Lubbock, Texas, 24 januari 1976) is een voormalig professioneel golfer uit de Verenigde Staten. 
Knutzon werd in 1999 professional en speelde op de Europese Tourschool in 2009. Hij haalde geen spelerskaart en speelde in Azië enkele toernooien van de Challenge Tour.
Eind 2010 heeft hij zich via de Tourschool gekwalificeerd voor de Europese PGA Tour.

## Gewonnen
|                 | Jaar            | Toernooi                      | Score           | Score           | Prijzengeld     | Info              |
| Aziatische Tour | Aziatische Tour | Aziatische Tour               | Aziatische Tour | Aziatische Tour | Aziatische Tour | Aziatische Tour   |
| --------------- | --------------- | ----------------------------- | --------------- | --------------- | --------------- | ----------------- |
| 1               | 2004            | Macau Open                    | 65-68-68-67=268 | -16             |                 |                   |
| 2               | 2007            | Motorola International Bintan | 69-71-68-66=274 | -14             | US$ 350.000     | eenmalig toernooi |